# What You Want
What You Want è il primo singolo estratto dall'omonimo album della rock band statunitense Evanescence. La canzone è stata pubblicata il 9 agosto esclusivamente su iTunes, mentre la notte dell'8 agosto la band ha eseguito la canzone per la prima volta su MTV.

## Descrizione
Scritta da Amy Lee, Terry Balsamo e Tim McCord, la canzone ha fatto la sua prima comparsa la notte dell'8 agosto, quando la band si è esibita per MTV eseguendo dal vivo il singolo che è stato pubblicato in formato digitale su iTunes il giorno seguente.
Con una voce decisamente pop immersa in un'energica trama hard rock che lascia spazio a suoni elettronici e a elementi classicheggianti, What You Want è una canzone dalle sonorità decisamente eclettiche. Alla traccia hanno collaborato infatti artisti di estrazioni musicali molto diverse come Chris Vrenna, che ha curato la parte elettronica ed ha avuto l'idea di introdurre nella parte iniziale della traccia il motivo di batteria anni '80 stile Depeche Mode, e David Campbell, che ha curato la parte orchestrale.
Questo è quello che ha dichiarato Amy sul tema trattato nella canzone:

## Il singolo
Il singolo fu pubblicato inizialmente in formato digitale soltanto su iTunes (9 agosto 2011), venendo poi pubblicato in tutti gli altri siti il 16 agosto. Nel Regno Unito, il singolo venne posticipato al 21 agosto. La versione fisica del singolo, contenente due tracce, fu pubblicata il 9 settembre in Germania.
- Digital download[10]

1. What You Want – 3:40

- CD Single[11][12]

1. What You Want – 3:40
2. What You Want (Elder Jepson Remix) – 3:18

## Video musicale

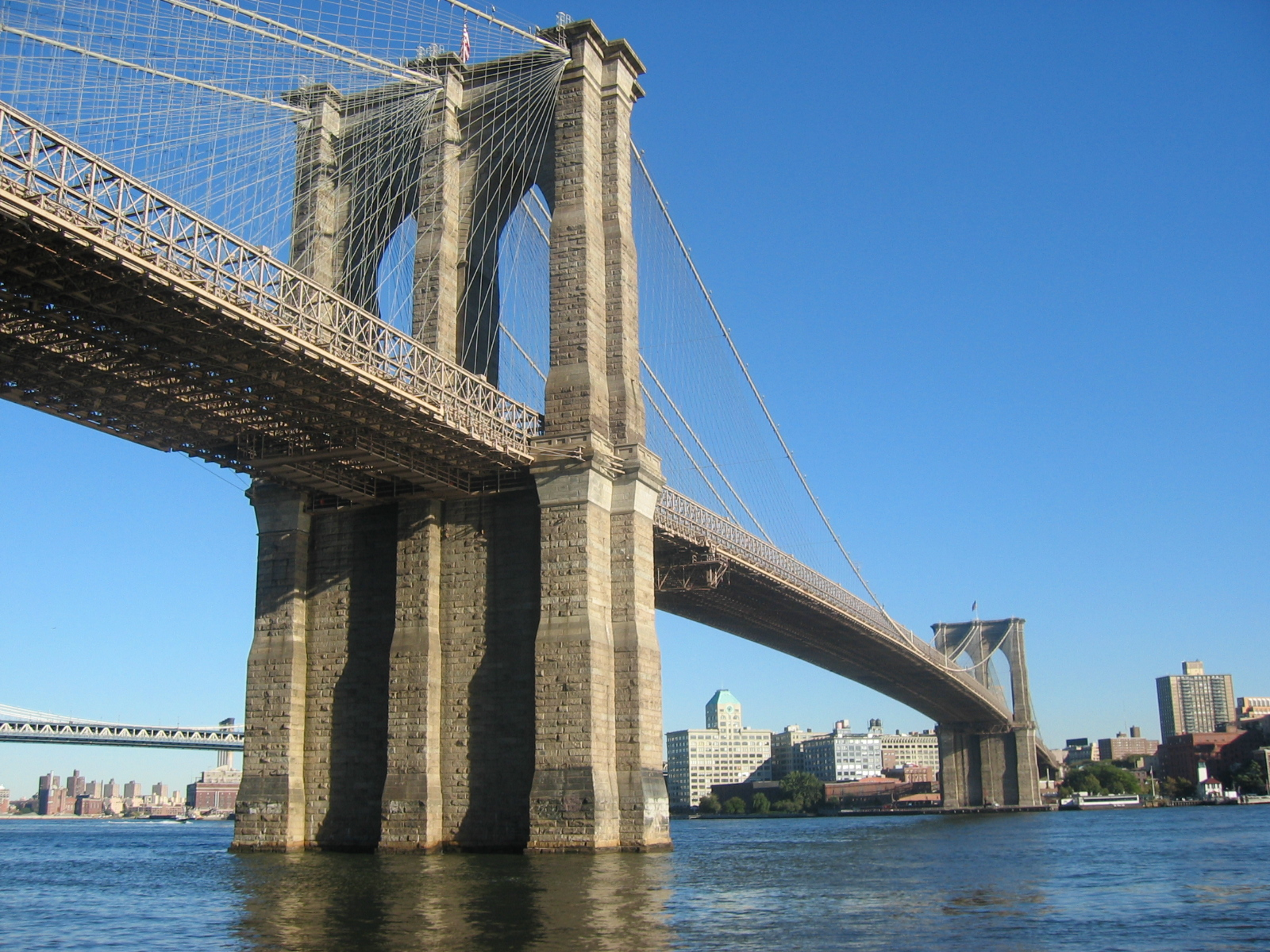
Il video è stato girato a Brooklyn, New York e mostra diverse riprese del Ponte di Brooklyn.

Il video è stato girato interamente a Brooklyn, New York, dal regista Meiert Avis. È il primo video in cui la band ha reso possibile ai propri fan di parteciparvi. La sceneggiatura di "What You Want" è stata scritta da Carrie Lee, sorella di Amy.
Il video vuole ripercorrere l'intera storia della band, dalle prime esibizioni nei piccoli locali fino alla loro recente pausa, quando la Lee si è trasferita a New York.
Oltre alla rievocazione del passato viene rievocato anche il tema principale della canzone, la libertà. La fuga di Amy dalla metropolitana, vista come una prigione, rappresenta quindi la voglia di liberarsi ed avere la consapevolezza di poter fare qualunque cosa, persino quella di gettarsi dal ponte di Brooklyn.
La scena finale, in cui la band osserva il mare da Coney Island, è stata un'idea di Amy. Tale scena, secondo le dichiarazioni della cantante, racchiude in sé un significato profondo:

## Classifiche
| Classifica (2011/12)             | Posizione massima |
| -------------------------------- | ----------------- |
| Australia                        | 86                |
| Brasile                          | 52                |
| Canada                           | 55                |
| Corea del Sud                    | 59                |
| Germania                         | 84                |
| Giappone                         | 52                |
| Italia                           | 86                |
| Regno Unito                      | 72                |
| Regno Unito (rock & metal)       | 1                 |
| Repubblica Ceca (modern rock)    | 9                 |
| Stati Uniti (mainstream rock)    | 8                 |
| Stati Uniti (rock & alternative) | 11                |